# 布拉韦河畔邦勒波
布拉韦河畔邦勒波（法語：Bon Repos sur Blavet，法語發音：[bɔ̃ ʁəpo syʁ blavɛ]）是法国阿摩尔滨海省的一个市镇，位于该省南部，属于甘冈区。

## 地名
布拉韋河（Blavet）是流经该地一条河流，其为布列塔尼半岛的一条沿海河流；“邦勒波”（Bon Repos）指的是当地的邦勒波圣母修道院。

## 历史
布拉韦河畔邦勒波成立于2017年1月1日，由以下三个市镇合并而成：
- 拉尼斯卡特（Laniscat）
- 佩雷特（Perret）
- 圣热尔旺（Saint-Gelven）

其中拉尼斯卡特为政府驻地。

## 地理
布拉韦河畔邦勒波（48°14'32"N, 3°7'19"W）面积53.91 平方千米，位于法国布列塔尼大區阿摩尔滨海省，该省份为法国西北部沿海省份，位于布列塔尼半岛北部，北濒大西洋英吉利海峡，西接菲尼斯泰尔省，南至莫尔比昂省，东临伊勒-维莱讷省。
与布拉韦河畔邦勒波接壤的市镇（或旧市镇、城区）包括：圣特雷菲娜、圣伊若、普吕叙利安、圣马约、科雷勒、圣艾尼昂、圣布丽吉特、锡尔菲亚克、普莱洛夫、莱斯库厄古阿雷克、古阿雷克。
布拉韦河畔邦勒波的时区为UTC+01:00、UTC+02:00（夏令时）。

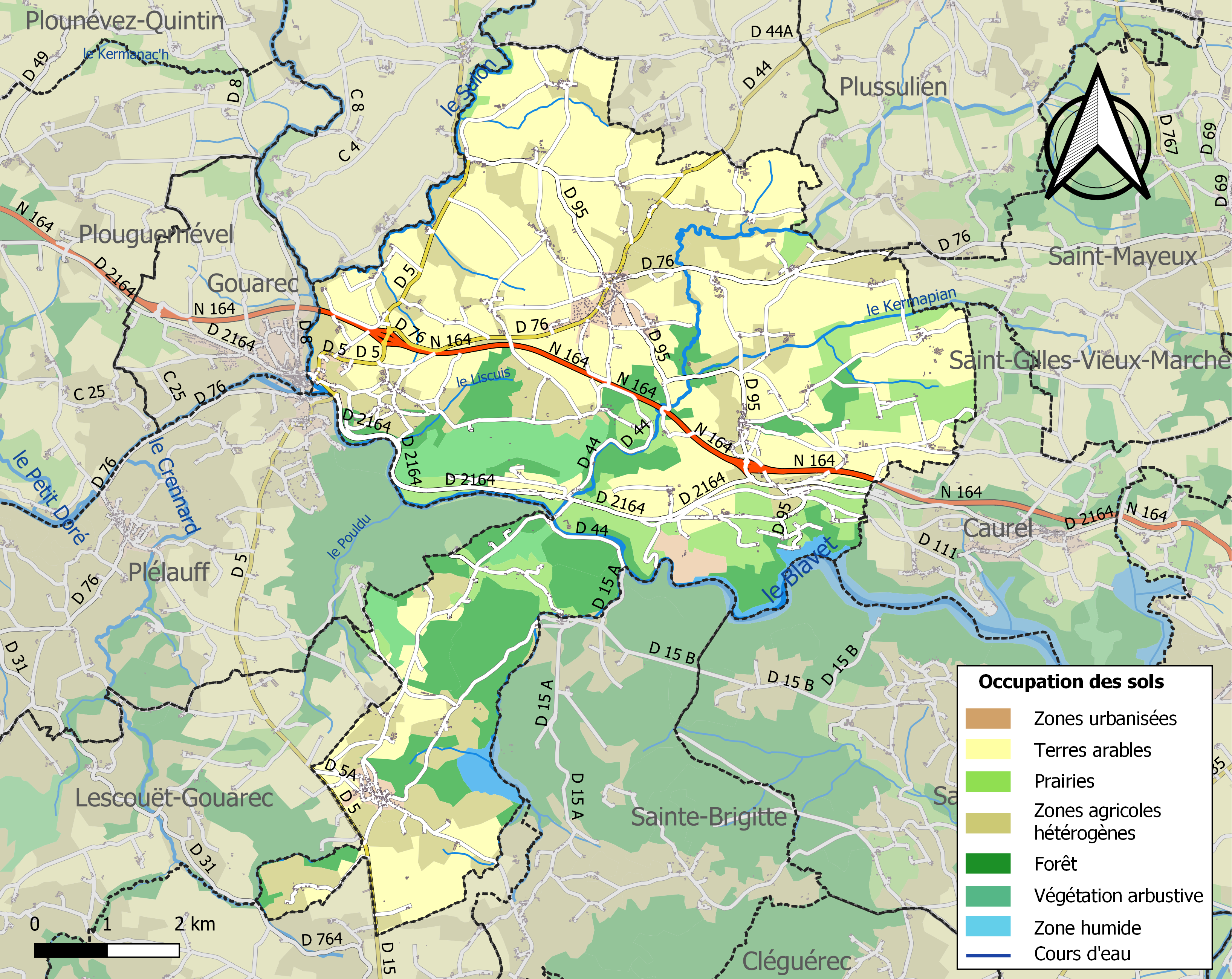
布拉韦河畔邦勒波的OSM定位图

## 行政
布拉韦河畔邦勒波的邮政编码为22570，INSEE市镇编码为22107。

## 政治
布拉韦河畔邦勒波所属的省级选区为罗斯特勒南县。

## 人口
布拉韦河畔邦勒波于2022年1月1日时的人口数量为1237人。